# Frank Gambale
Frank Gambale (* 22. prosince 1958 Canberra, Austrálie) je australský kytarista. Své první album nazvané Brave New Guitar vydal v roce 1985 a později se přidal ke skupině Jean-Luc Pontyho a od roku 1987 působí ve skupině Chick Corea Elektric Band, kterou vede Chick Corea, se kterým od roku 2010 působí i ve skupině Return to Forever. Vydal více než deset sólových alb a spolupracoval i s jinými hudebníky, mezi které patří Allan Holdsworth, Shawn Lane a Brett Garsed.